# Eforie
Eforie är en stad och semesterort i Constanța județ i Rumänien. Den ligger vid Svarta havskusten, 14 mil söder om Constanța. Staden bildade 1966 genom en sammanslagning av Eforie Sud och Eforie Nord. 